# 決定!全日本歌謡選抜
『決定!全日本歌謡選抜』（けってい!ぜんにほんかようせんばつ）は1976年4月4日 - 1990年10月7日の毎週日曜13:00 - 16:30にNRN系列の文化放送、北海道放送（HBCラジオ）、東海ラジオ、ラジオ大阪（1982年4月より放送開始）の各局で放送したラジオ番組。タイトル、放送時間、フォーマットが共通して、パーソナリティは各局で異なる企画ネット番組。
毎週 電話によるリクエストを元に邦楽ランキングを決定する ベストテン方式の音楽番組で集計結果は各局 独自であった。
1990年10月7日の放送をもって番組が終了。14年半の放送に幕を降ろした。翌週の14日から企画ネット形式を引き継いだ後継番組『TOYOTA SUPER COUNTDOWN 50』が放送開始した。

## 概要
文化放送をキー局とする競馬中継の編成方針が変更され（後述）、日曜午後の枠が空いたことにともない、それまで同中継をネットしていた各局で開始された。
放送開始当初は特定のスポンサーはなく（いわゆるPT枠）、CM枠はレコードの新譜発売告知が中心だったが、1982年（昭和57年）4月改編でトヨタ自動車の一社提供番組となり、1985年あたりからタイトルに「TOYOTAサンデースペシャル」と冠された（この時期、RKB毎日放送（RKBラジオ）で日曜午後に放送されていた同様のランキング番組『RKBベスト歌謡50』の後半14 - 16時台が「TOYOTAサンデースペシャル」と冠された）。

### 基本構成
当初より、すべての曲をフルコーラスかけることを特徴としていた（イントロ部分は、パーソナリティのしゃべりがかぶる）。
毎週13:00から15:30までは、ゲストとのトークや注目曲を流す。文化放送版では突発的に現れるゲストも多かった一方で、ゲストが電話出演となることもあり、例えばHBC版では電話出演が大半を占めた。新譜は、見本盤にもなっていないテープの段階で放送されることが多かった。電話リクエストは毎週15時00分に締め切られた。
番組の初期（1980年代前半まで）のころの15時からの30分間、集計時間確保とパーソナリティの休憩を兼ねて、野末陳平がメインパーソナリティーを務めるコーナー（音楽情報とは無関係の内容）が存在した。また、1982年（昭和57年）4月改編まではこの時間帯に中央競馬メインレース中継が差し込まれていた（編成状況は後述）。
そして、15:30より、集計結果のベスト50を逆順で発表。ランキングに則して曲が流れるのは上位10曲のみであるが、既に15:30以前に曲がかかっている場合もあり、この場合は2度同じ曲が流れた。5回連続で1位になると銀賞、10回連続なら金賞が授与された。これは、文化放送版で山口百恵の「愛に走って」が、初回から5週連続1位になった時に急遽設けられた賞である。

### ネット局共通企画

#### 紅白対抗戦
ランキングに基づく「紅白対抗戦」が定期的に行われた。ソロ歌手の場合は男性歌手が白組、女性歌手が紅組と分けられ、順位に応じて50位が1点、49位が2点……3位が48点、2位が49点、1位が50点と点数が付与され、紅白の得点が多い組を勝利チームとし、勝利チームにリクエストしたリスナーに賞品がプレゼントされた（男女デュエット曲の場合は点数は紅白二等分、男女混合グループの場合はメインボーカルの性別で加算した）。
ラジオ大阪では『スパカン』時代の1994年（平成6年）4月改編まで紅白対抗企画を続けた。

### パーソナリティ
文化放送版
- 小川哲哉、丹羽孝子（文化放送アナウンサー(当時)） →
- 1988年4月から - 水島裕、大原のりえ →
- 1989年4月から - 水島裕、谷沢尚美（文化放送アナウンサー(当時)）

HBCラジオ版
- 鎌田強、野宮範子 →
- 天野博章、野宮範子 →
- 赤城敏正、佐古千春

いずれもHBCアナウンサー（当時）
東海ラジオ版
- 河伯 → 河原龍夫、重光久美 → 井上池鶴 → 谷口キヨコ

ラジオ大阪版
- 立原啓裕、横山由美子 - 1982年4月の同局オリジナル版 放送開始より終了時まで一貫して、パーソナリティを務めた。後番組の『スパカン』も続投（1993年9月まで）。

## 文化放送版

### 立ち上げの経緯
文化放送では、同様のランキング番組として1962年（昭和37年）4月改編でスタートした『全国歌謡ベストテン』があったが、火曜会との共同制作による事前収録番組で速報性に欠け、なおかつ制作の主導権を火曜会に握られたため独自性を出すことができなかった。
そんな中、1974年（昭和49年）、裏番組のラジオ関東（現：アール・エフ・ラジオ日本）の『競馬実況中継』が土・日曜共に日本中央競馬会（NCK。現・JRA）東日本主場全レース放送となる。当時中央競馬の放送が不定期だったニッポン放送・文化放送のフジサンケイ系在京ラジオ2局は1976年（昭和51年）度から中央競馬中継を毎週放送することになった。両局間で調整した結果、午後からのレースはニッポン放送が引き受け『日曜競馬ニッポン』を開始、文化放送は生放送ベースの独自ヒットチャート番組として当番組を開始し、競馬はメインレースのみの中継とした（編成状況は後述）。

### エピソード
- 昼ワイドとしては珍しく、放送時間内の時報は放送されなかった。
- 『全国歌謡』向けとは別に、独自のランキングデータ提供をNRNから受けていた。番組がネットされていない秋田放送、東北放送、ラジオ関西等が協力した。
- スタジオのバックでリクエストを受けるオペレーターの電話のやり取りが聞こえた。
- 歴代パーソナリティは男女がコンビを組んだが、50位から11位の発表の際には、10位ごとにランキングの発表者が交代した。また初登場の曲発表と5ランク以上アップの「急上昇曲」の際には、発表と同時に「ピピピピッ」という電子音が鳴った。
- ベスト10発表の都度、オペレーターの拍手が流れた。
- 初代パーソナリティの小川哲哉は、ゲストコーナーでアイドル歌手に対してタメ口を使い、呼び捨てあるいは愛称で呼ぶのが恒例だった。それ以外には、リクエストはがき紹介時に低年齢のリスナーを「くん」「ちゃん」付けで呼んだり、ベスト10発表時の締めに「第○位は（歌手名）です…『（曲名）』!」と溜めを入れるといった特色があった。

### 復活特番
2022年4月1日、文化放送 開局70周年ウィークの一環として、『決定!全日本歌謡選抜 復活特番!』を放送した。放送時間は同日 9:00 - 11:00。パーソナリティは、前日限りで放送終了となった平日帯 朝ワイド番組『くにまるジャパン 極』でパーソナリティを務めた野村邦丸が担当。
本特番は1977年 - 1990年の年間ランキング1位 獲得曲を紹介。1982年と1983年の紹介の合間には丹羽孝子がゲスト出演。野村とトークを展開した（当パートのみ事前収録）。

## 中央競馬中継との関係
前番組の『ダイナミックレーダー・サンデー生ワイド』（当番組と放送時間は同じ）においても15時台に中央競馬メインレース中継が挿入されており、八大競走および東日本主場の重賞競走のみ中継された。またラジオ大阪でも1970年（昭和45年）4月改編でスタートした『OBCサンデー競馬』という番組があった。
1982年（昭和57年）4月改編でトヨタが一社提供に付いた際、両局ともに競馬放送はいったん廃止となった。この時、『OBCサンデー競馬』に解説者として派遣されていたサンケイスポーツ大阪本社の競馬担当記者は、ラジオたんぱに異動した。文化放送ではNRNのスポーツニュース向けや自社の資料用として引き続きGI競走の実況録音を制作したが、ラジオ大阪は制作自体休止になった。
競馬コーナーが本格的に復活したのは、『スパカン』が金曜日に移動した1994年（平成6年）4月改編からで、文化放送は『一発逆転大放送! サンデーSUPERキンキン』（10:00 - 16:45）の一コーナーとして東日本主場メインレースのみ挿入、ラジオ大阪は『ドラマティック競馬』を立ち上げて西日本主場の午後のレース（のちに全レース）中継を再開した。なお、ラジオたんぱの後身のラジオNIKKEIは現在でも、サンスポ大阪の競馬担当記者を解説者として出演させている。

## プロ野球中継時の対応
- 文化放送・ラジオ大阪では、原則としてデーゲーム中継を行わない方針を採っていたため、本番組は日本シリーズ開催時を除き、原則として休止にはならなかった[注 4]。
- 東海ラジオにおいてはオンエア当日、中日ドラゴンズ主催（主にナゴヤ球場）のデーゲームが行われていても、しばしば本番組が通常通り放送された。これは当時、名古屋地区では、ヤクルトスワローズおよび横浜大洋ホエールズ主催試合（週末デーゲームと平日はニッポン放送、週末ナイターは文化放送制作）を東海ラジオが、巨人主催試合（TBSラジオ制作）をCBCラジオがそれぞれ独占放送していたことに加え、両局とも中日新聞社の関連企業であったことから、中継本数のバランスを取るために行われた措置と思われる[注 5]。
  - 東海ラジオにおいてはオンエア当日、中日のデーゲームのうち、ビジターの試合の主催（ホーム）がヤクルトまたは大洋の場合は当該デーゲームを中継し、本番組を休止または当日夜に時間を変更して放送していた。この2球団のデーゲームは、ニッポン放送が東海ラジオ向けに裏送り中継を製作していたことから、制作局であるニッポン放送のアナウンサーが、「本日のTOYOTAサンデースペシャルは…」と告知していた[注 6]。
- またラジオ大阪は、大阪国際女子マラソンが開催される原則1月最終日曜日は15時からの短縮放送となるが、それでもトヨタ自動車・トヨタディーラー（販売店）の提供はマラソン中継内で行われていた[注 7]。